# Internazionali d'Italia 1981
Italian Open 1981 - чоловічий і жіночий тенісний турнір, що проходив на відкритих кортах з ґрунтовим покриттям. Удруге в історії чоловічий та жіночий турніри відбулись у різних місця. Чоловічі змагання відбулись у традиційному місці проведення Foro Italico в Римі, а жіночі - в Перуджа.Турнір відбувсь утридцятьвосьме. Чоловічі змагання належали до серії Volvo Grand Prix 1981, жіночі - до 3-ї категорії Toyota Series. Жіночий турнір тривав з 4 до 10 травня 1981 року, а чоловічий - з 18 до 24 травня 1981 року. Треті сіяний Хосе Луїс Клерк виграв змагання в одиночному розряді й отримав за це 24 тис. доларів. Жіночі змагання виграла перша сіяна Кріс Еверт-Ллойд, свій четвертий Italian Open після 1974, 1975 і 1980 років.

## Фінальна частина

### Одиночний розряд, чоловіки
Хосе Луїс Клерк —  Віктор Печчі 6–3, 6–4, 6–0

### Одиночний розряд, жінки
Кріс Еверт-Ллойд —  Вірджинія Рузічі 6–1, 6–2

### Парний розряд, чоловіки
Ганс Гільдемайстер /  Андрес Гомес —  Брюс Менсон /  Томаш Шмід 7–6, 7–6

### Парний розряд, жінки
Кенді Рейнолдс /  Пола Сміт —  Кріс Еверт-Ллойд /  Вірджинія Рузічі 7–5, 6–1